# 鈴木柚里絵
鈴木 柚里絵（すずき ゆりえ、1991年10月12日 - ）は、日本のタレント、コスプレイヤー、忍者、女性声優。レオパード・スティール所属。東京都出身。

## 来歴
2004年4月、共立女子中学校入学。中3のときに父の転勤に伴い静岡県へ転居。2010年3月、国際基督教大学高等学校卒業。同年4月、東京大学理科二類進学。2018年3月、東京大学教養学部後期課程統合自然科学科物質基礎科学コース卒業。2020年3月、東京大学大学院総合文化研究科広域科学専攻生命環境科学系修士課程修了。
曽祖父、祖父、父、伯父、妹、従兄弟は医師。家族で唯一医師でない母も医学系の研究者。
2014年3月より「team monolith」に加入し、アイドル活動を行っている。
2016年9月に『さんまの東大方程式』に出演した際、将来の夢を聞かれ咄嗟に忍者（くノ一）と返答。放送後、忍者文化の普及団体から連絡があり、修行をして本物の忍者になることになった。
大学卒業後に声優の養成所に入所し、2020年4月よりレオパード・スティールに所属。
2022年7月25日、テレビ朝日とABEMAが共同制作するバラエティー枠『ネオバズ!～BUZZる!ネオバラ～』にて出演した際自身の忍者としての活動を紹介すると共に忍者Vチューバー・猿飛シアンの声優として活動していることを明かしている。

## 人物
中学では太極拳部に所属し、それ以降中国武術を続けているほか、テコンドーや躰道でも段位を所持している。2015年7月にはアスレチック番組『SASUKE』にも出場した。
「ミス総理大臣コンテスト2017」でグランプリ、「ミス・ワールド・ジャパン2018」で実行委員長賞とミス・ヨガ賞を受賞するなど、ミスコンにも多数出場している。
2011年ごろ、友人に誘われたことから大学のコスプレサークルに参加。その後、コスプレイベントに参加した際の縁で世界コスプレサミットでボランティアを行ったり、体力があることや複数言語を喋れることから、ルッカコミックス&ゲームズ（イタリア）にパフォーマー出演したりしている。コスプレを通じてコミュニケーションを取れたり、他の様々な活動の原動力になっていると語っている。

## 出演

### テレビアニメ
- まにまに2（2020年、ヘレン[20]） - 『トピックメーカー』内
- ぐんまちゃん（2021年 - 2023年、猫忍[21]、宇宙猫忍） - 2シリーズ[一覧 1]

### 映画
- アイドル7×7監督 vol.2 傷女子「あたしは地球」（2014年[22]）
- 家庭の平和（2017年、宇宙人[23]）
- おっさんずぶるーす「全く最近のおやじモンときたら…」（2020年、アカネ[24]）

### 舞台
- NBOpresents『ハミダシモノの音色』（2023年[25]）

### シリーズ一覧
1. ↑  シーズン1（2021年）、シーズン2（2023年）